# Tésenfa
Tésenfa è un comune dell'Ungheria di 191 abitanti (dati 2008) situato nella contea di Baranya, regione Transdanubio Meridionale